# Sphenomeris deltoidea
Sphenomeris deltoidea là một loài thực vật có mạch trong họ Dennstaedtiaceae. Loài này được (C. Chr.) Copel. miêu tả khoa học đầu tiên năm 1929.